# Romagny-sous-Rougemont
Romagny-sous-Rougemont – miejscowość i gmina we Francji, w regionie Burgundia-Franche-Comté, w departamencie Territoire de Belfort.
Według danych na rok 1990 gminę zamieszkiwały 183 osoby, a gęstość zaludnienia wynosiła 74 osoby/km² (wśród 1786 gmin Franche-Comté Romagny-sous-Rougemont plasuje się na 561. miejscu pod względem liczby ludności, natomiast pod względem powierzchni na miejscu 992.).